# Кнетеманн, Джерри
Джерри Кнетеманн (нидерл. Gerrie Knetemann; 6 марта 1951, Амстердам — 2 ноября 2004, Берген) — нидерландский шоссейный велогонщик, чемпион мира и многократный победитель этапов Тур де Франс.

## Карьера
Профессиональная карьера Джерри Кнетеманна началась в 1974 году, и он сразу выиграл Амстел Голд Рейс. В тот же год голландец дебютировал на Тур де Франс, где участвовал 11 раз. Слабая езда в горах никогда не давала ему возможности бороться за победу в общем зачёте, но Кнетеманн выиграл 10 этапов, 4 года подряд надевал жёлтую майку лидера Тура, а в 1977 году был признан самым агрессивным гонщиком. Вместе с Яном Расом и Йопом Зутемелком Джерри удерживает рекорд нидерландских гонщиков по количеству этапных побед на французской супермногодневке. Кнетеманн обладал хорошим индивидуальным ходом, поэтому часть Туровских побед была одержана на этапах с раздельным стартом. Не считаясь спринтером, Джерри успешно финишировал в малых группах, что в 1978 году принесло ему победу над Франческо Мозером на чемпионате мира. В том же сезоне Кнетеманн выиграл Париж — Ниццу, что вкупе с победами на двух этапах, включая последний, Тур де Франс, принесло ему звание Спортсмена года в Нидерландах. В марте 1983 года Джерри получил тяжёлую травму, и после долгого восстановления так и не сумел вернуться на прежний уровень, хотя ему удалось во второй раз выиграть Амстел Голд Рейс и рекордный четвёртый — Тур Нидерландов. В 1989 году Кнетеманн завершил карьеру, но остался в системе своей последней команды, «PDM-Ultima-Concorde». С 1991 года он работал главным тренером национальной сборной, а также принимал участие в организации велогонок. 2 ноября 2004 года во время велопоездки с друзьями Джерри умер из-за тромбоэмболии лёгочной артерии. 8 ноября две тысячи людей пришли проститься с ним на велодром Алкмара, после чего он был похоронен в Кроммени. После смерти Кнетеманна его имя получил приз самому талантливому велогонщику страны до 23 лет. В 2006 и 2007 годах в Гелдерланде проходило Гран-при Джерри Кнетеманна, отменённое из-за недостатка финансирования.

## Главные победы
- Чемпионат мира (1978)
- Амстел Голд Рейс (1974, 1985)
- 10 этапов Тур де Франс (1975—1982)
- Тур Нидерландов (1976, 1980, 1981, 1986)
- Париж — Ницца (1978)
- Тур Средиземноморья (1978, 1980, 1983)
- Тур Бельгии (1980)
- Четыре дня Дюнкерка (1977)
- Вуэльта Андалусии (1976)
- Гран-при Франкфурта (1977)
- Гран-при Пино Черами (1978)
- Нокере Курсе (1981)
- Три дня Де Панне (1982)
- Тур Швеции (1987)